# Ааронський Микола Вікторович
Микола Вікторович Ааронський (Аронський) (1860–1929) — російський революціонер, народник, член партії «Народна воля».

## Біографія
Дворянин, син титулярного радника. Народився в 1860 році в Чернігівській губернії. Наприкінці 1870-х років — учень Ніжинської гімназії. У 1881 році студент I-го курсу медичного факультету Київського університету.
Будучи гімназистом, брав участь у 1878–1880 роках у місцевому революційному гуртку; за показання Гр. Пархоменко, ввів його в ніжинський гурток і постачав його забороненими виданнями; поширював прокламацію Виконавчого комітету «Народної Волі» з приводу замаху 19 листопада 1879; через М. Подревського підтримував зв'язок з київськими революціонерами і отримував від нього заборонену літературу. Був обшуканий і заарештований в Ніжині в лютому 1880 внаслідок знайдених під час обшуку у М. Подревского його листів, які вказували на приналежність М. Ааронского до революційної спільноті. Притягнутий до дізнання за звинуваченням у зносинах з особами, які «переслідують злочинні цілі». З 20 лютого 1880 складався на поруках з грошовою відповідальністю в 500 рублів. За браком доказів справу про нього за угодою головного начальника Верховної розпорядчої комісії з міністром юстиції (до 30 червня 1880) припинено. Вдруге обшуканий і заарештований у Києві 16 квітня 1881 і поміщений у Київський тюремний замок. При обшуку виявлені паспорти, бланки, гектографірована програма партії «Народна Воля», переписана рукою Володимира Бичкова, малюнок печатки київської секції партії «Народної Волі», фальшиві печатки та інше. Притягнутий до дізнання при Київському жандармському управлінні у справі по народницькому гуртку. За звинуваченням у приналежності до народницького гуртка, у поширенні народницьких видань і в збиранні грошей на революційні цілі.
За височайшим повелінням від 14 жовтня 1881 висланий під гласний нагляд в Східний Сибір. Відправлений з Києва 18 листопада 1881 в Московську пересильну тюрму, де перебував і в лютому 1882 за постановою Особливої наради від 24 травня 1882 термін нагляду визначений у п'ять років, рахуючи з 14 жовтня 1881. Прибув 4 серпня 1882 в Красноярськ, після чого переведений в Кіренськ (Іркутська губернія). Вилучено від дії маніфесту 15 травня 1883. За постановою Особливої наради від 23 жовтня 1886 термін гласного нагляду продовжений ще на два роки.
Його клопотання про скорочення строку та про переведення в Томськ залишені без наслідків. За постановою Особливої наради від 4 листопада 1888 підпорядкований негласному нагляду із забороною проживати в Чернігівській і Київській губерніях протягом двох років, а в столицях і столичних губерніях — на загальній підставі. У 1888-1890-му роках служив за вільним наймом статистом в Іркутську при канцелярії Іркутського генерал-губернатора; був у відрядженнях в Верхоленскому окрузі (Іркутська губернія), в Канському і Мінусинському округах (Єнисейська губернія) для обстеження побуту сільського населення.
У 1891 році, приїхавши до Нижнього Новгорода, не був допущений до статистичних робіт по Нижегородському земству, зважаючи на політичну неблагонадійність; перебував у зносинах з місцевими піднаглядними. У наступні роки (до 1899 року) служив у статистичному відділі Нижегородської губернської земської управи спочатку за вільним наймом, а потім у штаті.
З 1899 року служив у статистичному бюро Полтавської губернської земської управи; перебував у зносинах з піднаглядними. Згідно з його проханням, за розпорядженням міністра внутрішніх справ від 26 серпня 1899 отримав дозвіл на повсюдне проживання. Згідно циркуляру департаменту поліції від 12 березня 1903 звільнений від негласного нагляду. Перекладач. Помер в 1929 році.